# Edificio E del complesso di Sorgane

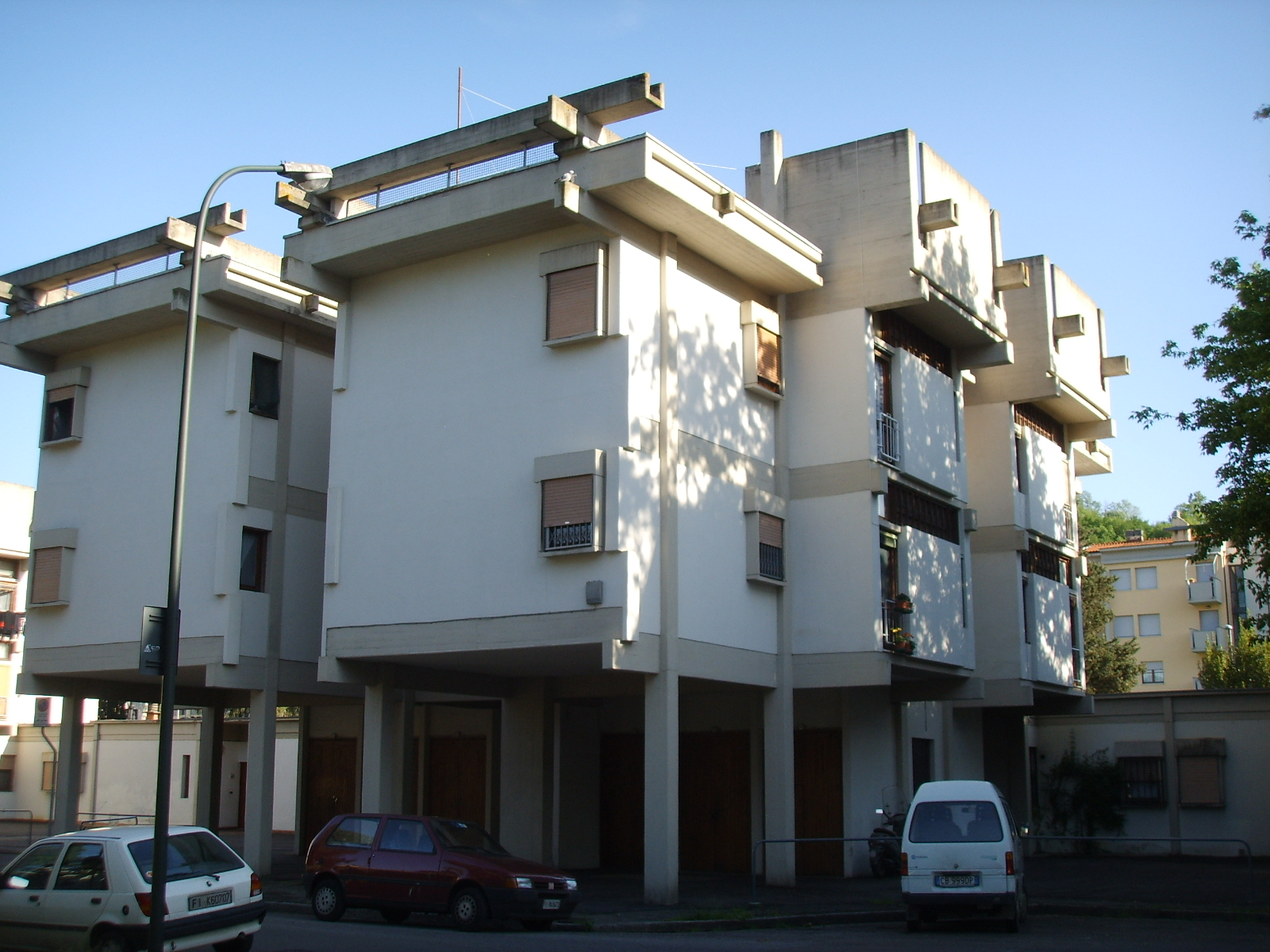
Un blocco dell'edificio "E"

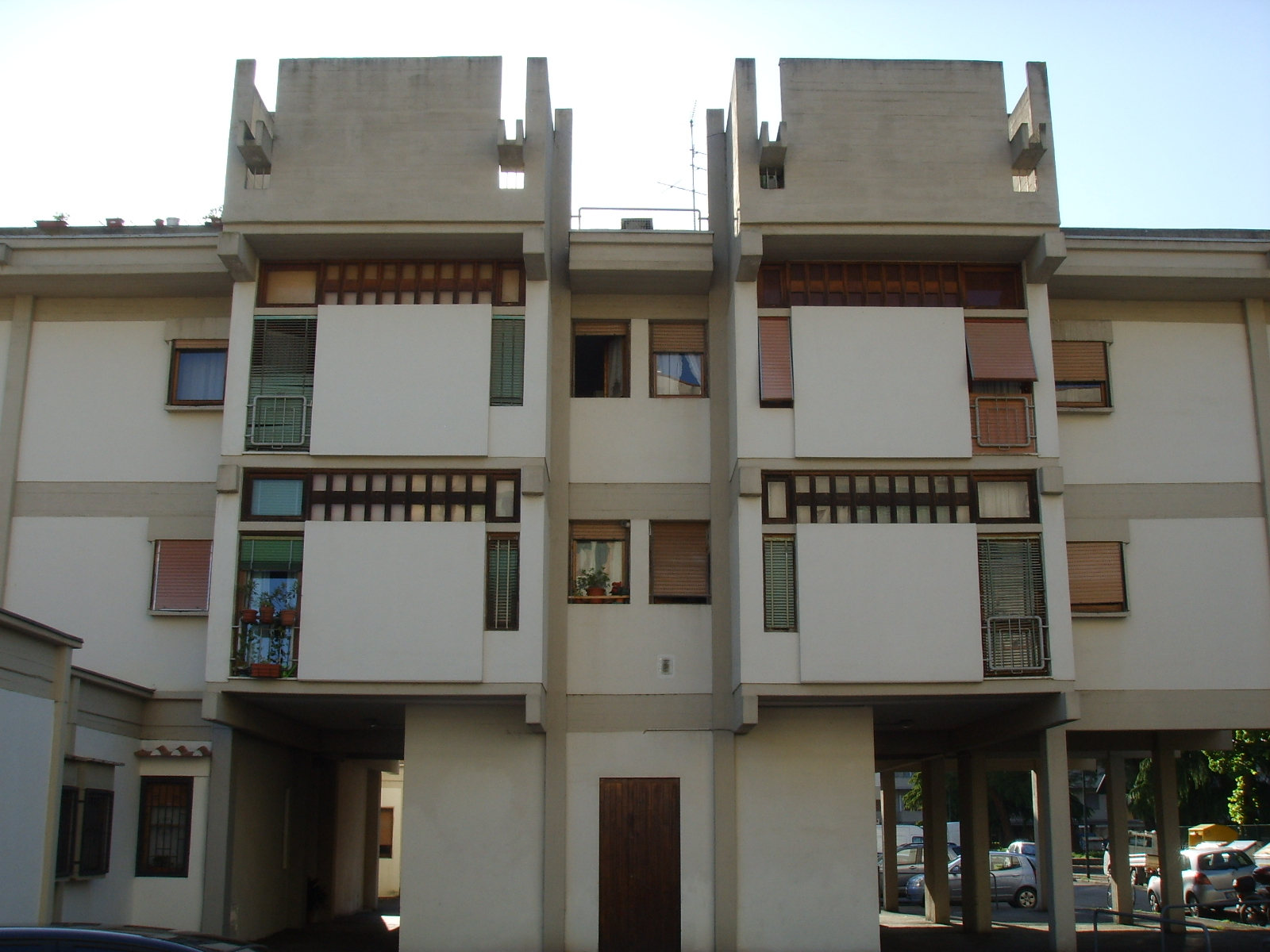
Fronte est

Il cosiddetto edificio E è uno dei palazzi del complesso di case popolari a Sorgane realizzati tra il 1962 e il 1970 da un team di architetti fiorentini. In particolare questo edificio venne progettato dal gruppo di Leonardo Savioli. Si trova tra il viale Benedetto Croce e via Isonzo.

## Architettura
L'edificio E (particella 220) presenta pianta e volumetria articolate; è occupato da appartamenti a 3 stanze, per un totale di 50 vani, e è costituito da una piastra su di piano - un asse longitudinale perpendicolare a viale Croce - nella quale si inseriscono, ortogonalmente ed a modulo costante, sul fronte della via Isonzo i 3 corpi delle residenze - con tipologia a ballatoio e su 3 piani fuori terra - e sul retro 6 corpi ad un piano, ciascuno occupato da 2 appartamenti.
Tutta la stecca è adibita a residenza (appartamenti di 3 vani), ad eccezione che in corrispondenza degli edifici su 3 piani, nei quali il piano terra è destinato a garage: i due piani superiori, ai quali si accede da una scala ortogonale alla stecca, sono caratterizzati da fronti prevalentemente murati sui lati nord e sud, nei quali risalta il taglio centrale delle finestre, più articolati sui due rimanenti, con un'interessante articolazione di balconi aggettanti e finestre riquadrate. I 4 appartamenti per piano sono serviti da un ballatoio centrale, in asse con la scala di accesso ed aperto sul fronte sud in un interessante scorcio che traguarda la prospiciente collina. La superficie esterna è in parte in cemento faccia vista, in parte intonacata (le specchiature tra le finestre); gli infissi interni ed esterni sono in legno, gli avvolgibili in Pvc.